# Cesira Ferrani

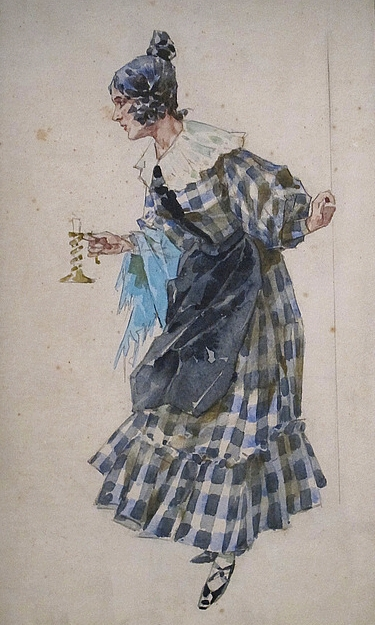
Ferrani als Mimì in La Bohème. Kostümentwurf für die Uraufführung von Adolfo Hohenstein (1896)

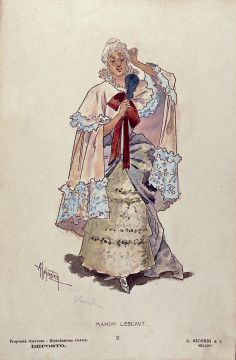
Ferrani als Manon in Manon Lescaut. Kostümentwurf für die Uraufführung von Adolfo Hohenstein (1893)

Cesira Ferrani, geborene Cesira Zanazzio (geboren 8. Mai 1863 in Turin; gestorben 4. Mai 1943 in Pollone) war eine italienische Opernsängerin (Sopran). Sie war Puccinis erste Manon und erste Mimì.

## Leben
Cesira Zanazzio studierte Gesang in Turin bei Antonietta Fricci (1840–1912)  und debütierte 1887 als Micaëla in Georges Bizets Carmen an der  Turiner Oper und in derselben Spielzeit auch als Gilda in Giuseppe Verdis Rigoletto am Turiner Teatro Carignano. Sie erhielt Engagements in verschiedenen Opernhäusern Italiens und Frankreichs. 1892 trat sie am Teatro Carlo Felice in Genua als Amelia in Verdis Simon Boccanegra und unter Arturo Toscanini in der Titelrolle von Alfredo Catalanis Loreley auf.
Am 1. Februar 1893 sang Ferrani die Manon in der Uraufführung von Puccinis Manon Lescaut im Teatro Regio in Turin, ihr Partner war Giuseppe Cremonini (1866–1903), mit dem sie auch an der Mailänder Scala auftrat. Die Manon durfte sie daraufhin an verschiedenen italienischen Opernhäusern geben und auch am Teatro Colón in Buenos Aires. 1894 war sie an der Mailänder Uraufführung  von Alberto Franchettis Il fior d’Alpe beteiligt.
1895 sang sie die Suzel in L’amico Fritz an der Opéra de Monte-Carlo und die Titelpartie in der Uraufführung von Giacomo Orefices Consuelo am Teatro Comunale di Bologna. In Anwesenheit seiner Komponistenkollegen Mascagni und Franchetti und zu seiner großen Zufriedenheit gestaltete sie 1896 die Mimì in der Uraufführung von Puccinis La Bohème an ihrem Stammhaus in Turin, das Publikum spendete allerdings nur verhaltenen Beifall und die Presse zeigte sich kritisch. Die Mimì setzte sich durch und wurde nun ihre Paraderolle, auch bei Gastspielreisen in Russland und Spanien. In Genua sang sie am 17. Januar 1901 in Pietro Mascagnis Le maschere, die in den sechs großen Opernhäusern Italiens eine simultane Uraufführung hatte. In Genua wurde die Vorstellung wegen der Unruhe im Publikum nach der Hälfte der Zeit abgebrochen, auch an den anderen Häusern fiel die Oper skandalträchtig durch.
Andere Paraderollen der Ferrani waren die Juliette in Gounods Roméo et Juliette, die Marguerite in Gounods Faust, die Fanny in der Pièce lyrique Sapho von Jules Massenet, die Charlotte in Massenets Werther. In Wagner-Opern trat sie als Elisabeth im Tannhäuser und als Eva in den Meistersingern auf. An der Scala sang sie am 2. April 1908 die erste italienische Aufführung von Pelléas et Mélisande unter Toscanini, diese Premiere war für sie ebenso ein Misserfolg wie die nachfolgende im Teatro Costanzi in Rom. Im Jahr darauf, 1909, beendete sie ihre Bühnenkarriere. Sie gab fortan Gesangsunterricht und pflegte in Turin weiterhin ihren Salon.